# Castelletto Molina
Castelletto Molina ist eine italienische Gemeinde in der Provinz Asti (AT), Region Piemont.

## Lage und Einwohner
Das Gemeindegebiet umfasst eine Fläche von drei km² und hat 140 Einwohner (Stand 31. Dezember 2023). Die Nachbargemeinden sind Alice Bel Colle, Castel Rocchero, Fontanile und Quaranti.

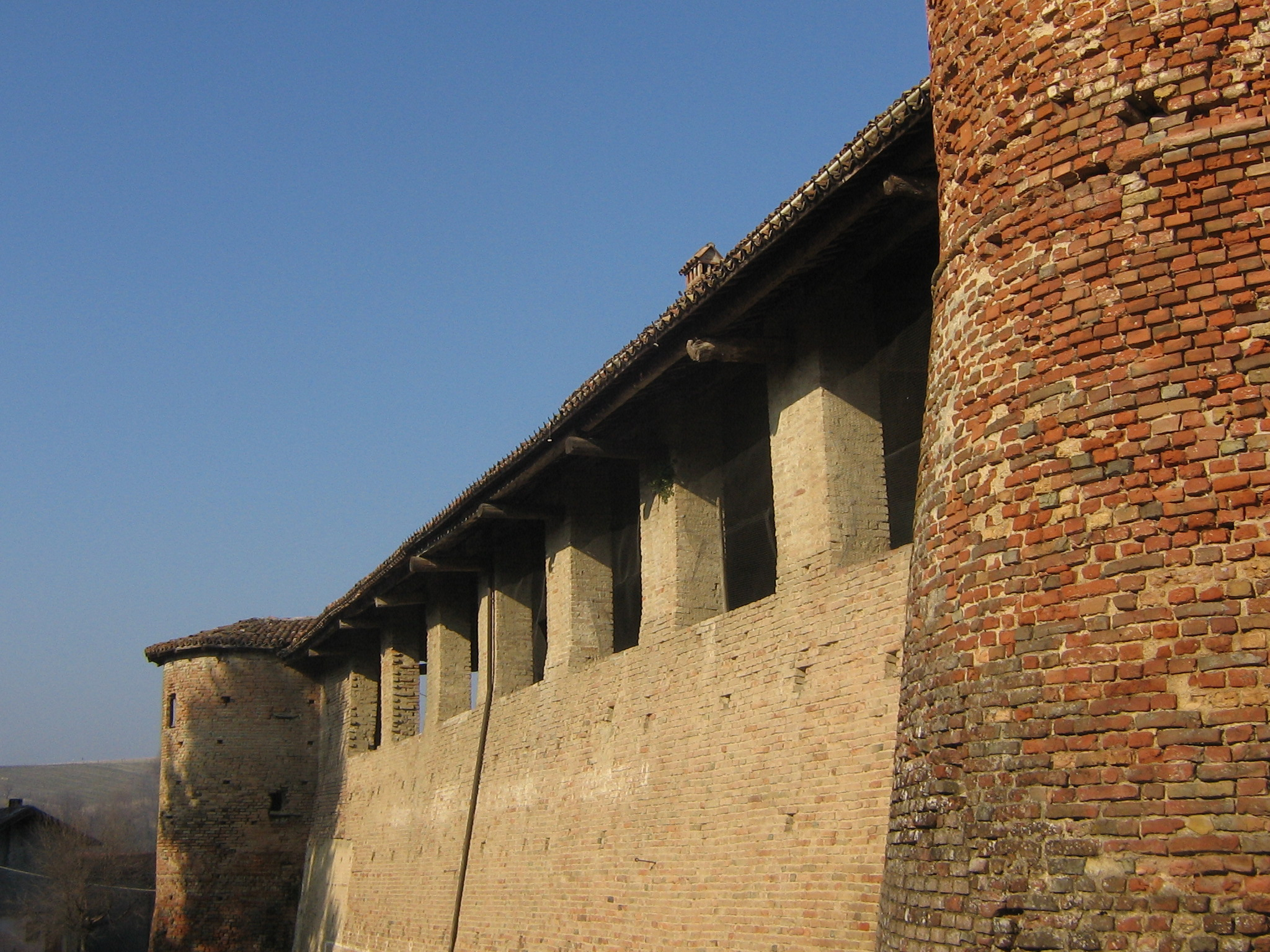
Das Kastell

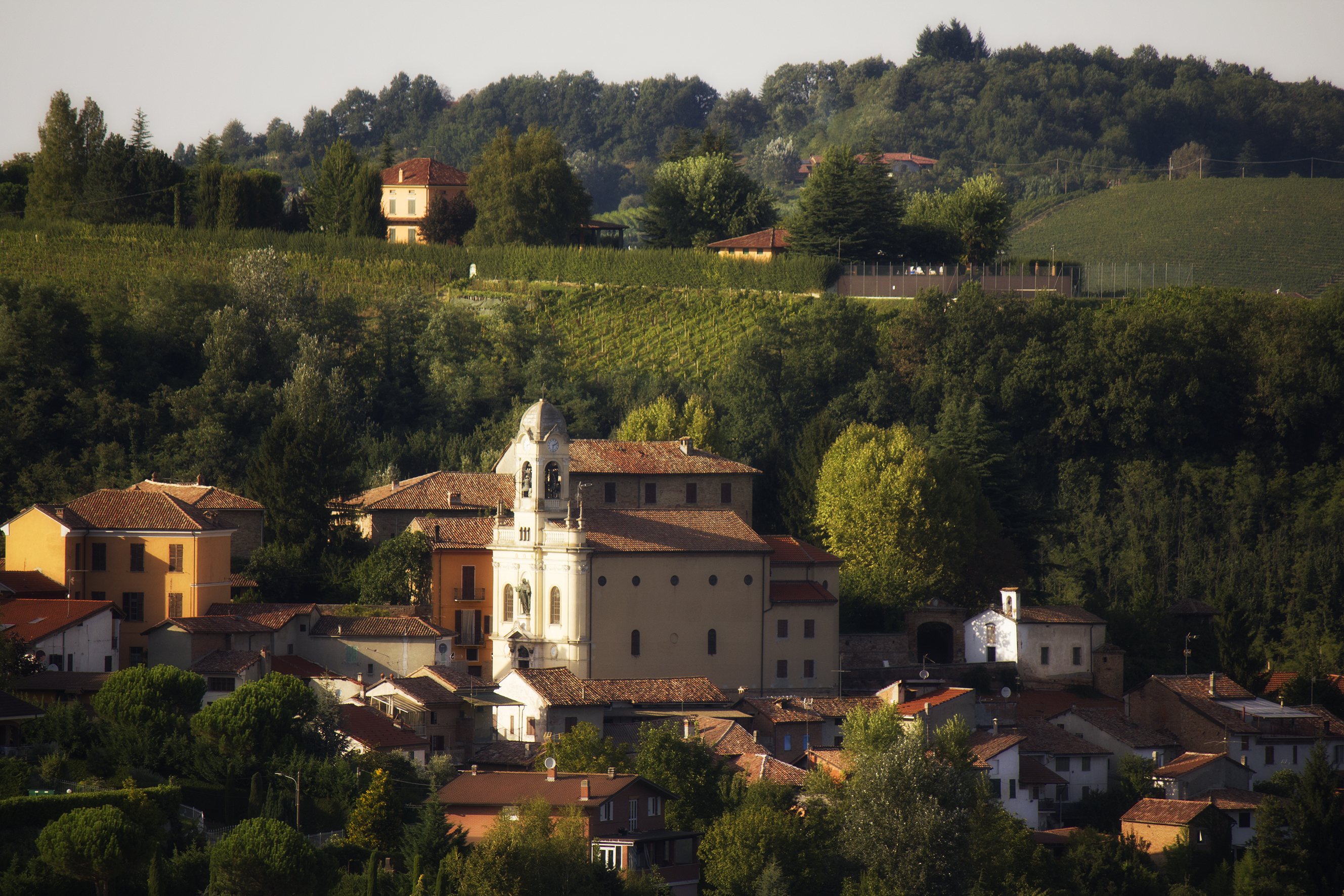
Castello Molina

## Kulinarische Spezialitäten
In Castelletto Molina werden Reben für den Dolcetto d’Asti, einen Rotwein mit DOC Status angebaut. Die Beeren der Rebsorten Spätburgunder und/oder Chardonnay dürfen zum Schaumwein Alta Langa verarbeitet werden. Die Muskateller-Rebe für den Asti Spumante, einen süßen DOCG-Schaumwein mit geringem Alkoholgehalt sowie für den Stillwein Moscato d’Asti wird hier ebenfalls angebaut. Aus der Rebsorte Brachetto wird der liebliche Schaumwein Brachetto d’Acqui hergestellt. In Castelletto Molina werden auch Reben der Sorte Barbera für den Barbera d’Asti, einen Rotwein mit DOCG Status angebaut.